# إيثان هانت
إيثان ماثيو هانت (بالإنجليزية: Ethan Hunt)‏ هو شخصية خيالية وبطل الرواية وسلسلة أفلام مهمة مستحيلة وقد مثلها توم كروز في كل الأفلام الستة. حيث يكون عضو في قوة المهمات المستحيلة وهو فرع غير رسمي لوكالة المخابرات المركزية ويقوده جيمس فيلبس (جون فويت) وهو لا يقهر كما مكتوب بالقصة

## الافلام

### مهمة مستحيلة (1996)

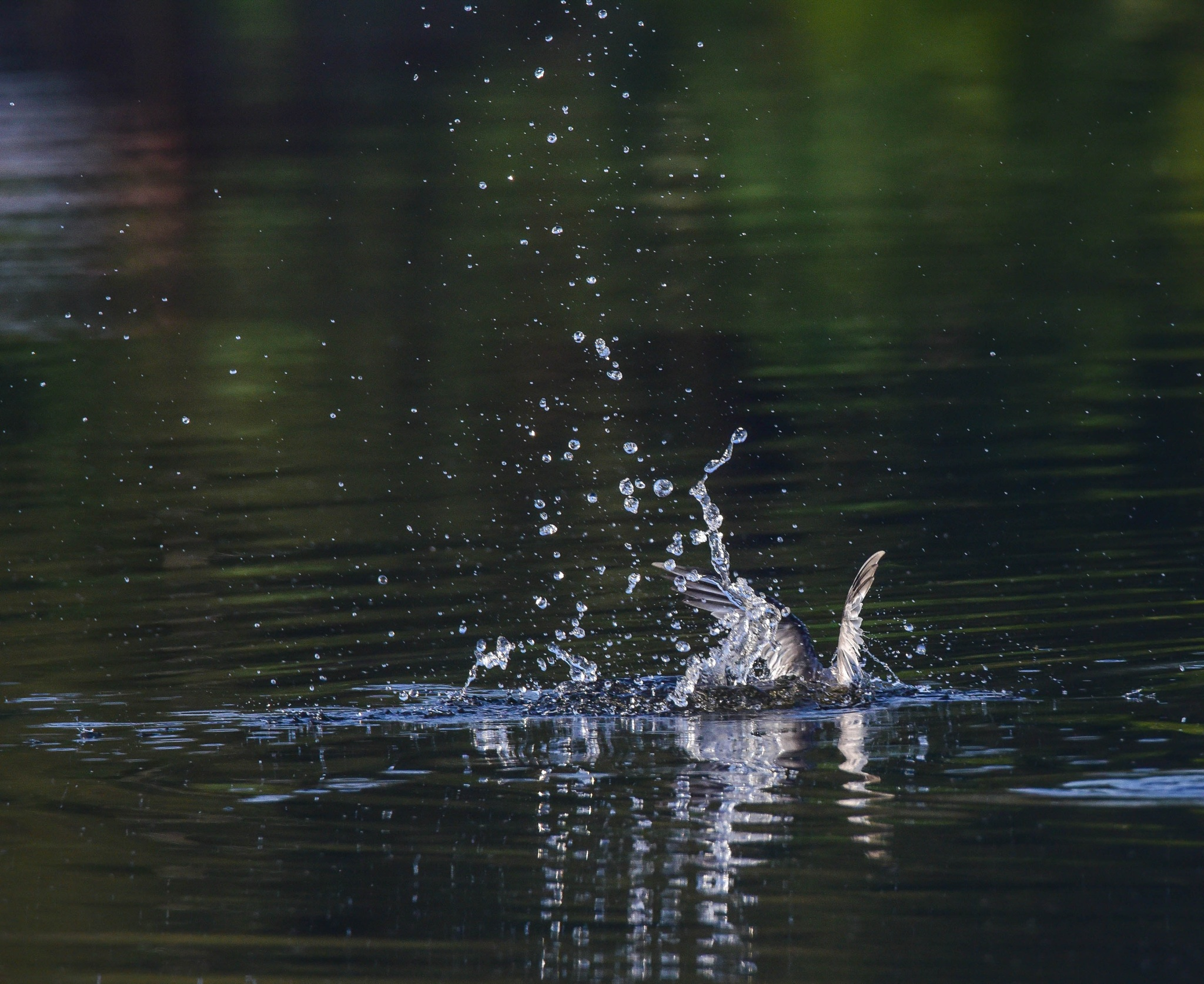
ملصق فيلم مهمة مستحيلة

يتم إرسال إيثان هانت إلى مدينة براغ، لأداء مهمة لكنها تفشل المهمة المخطط لها ولا ينجو من المهمة سوى إيثان هانت، بدأ مدير الوكالة الشك في إيثان بأنه السبب الرئيسي لفشل هذه المهمة، يتوجه إيثان نحو إثبات براءته بمختلف الطرق والأساليب الممكنة واكتشاف المتورط الحقيقي في الإيقاع بهم وإفشال المهمة.

### مهمة مستحيلة 2 (2000)

ملصق فيلم مهمة مستحيلة 2

يتم إرسال إيثان هانت في مهمة جديدة للعثور على عينات من فيروس جيني خطير  لتدميرها قبل أن تتسبب في تدمير حياة ملايين البشر. لكن مهمة إيثان تتحول إلى مهمة مستحيلة عندما يكتشف إنه ليس الشخص الوحيد الذي يسعى للعثور على مصل الفيروس، حيث يدخل في صراع مع عصابة إرهابية تحت قيادة عميل سابق. يكتشف إيثان إن زعيم العصابة نجح بالفعل في الحصول على علاج المرض الخطير ويحاول الحصول على عينات المرض ليبدأ في تنفيذ خطته بنشر المرض في جميع أنحاء العالم. ويستعين إيثان باللصة المحترفة (نياه) لمساعدته في استرجاع المصل والفيروس، إلا أنه سرعان ما يقع في حبها، يسعى إيثان لإنقاذ حبيبته من موتٍ محتم بعد أن تصاب بالفيروس؛ في الوقت الذي يتوجب عليه إفشال مخطط آمبروز.

### مهمة مستحيلة 3 (2006)

ملصق مهمة مستحيلة 3.

تقاعد إيثان هانت من الخدمة وأبتدأ تدريب الجواسيس الجدد على العمل ولكن السلطات العليا تعود وتستدعيه للخدمة مرّة أخرى وذلك لظهور مجرم عنيف يدعى أوين دافين يتاجر في الأسلحة والمعلومات ولا يردعه أي أحد أو أي شيء فيقوم إيثان بجمع فريق عمل لمواجهة هذا المجرم مكوّن من صديقه القديم لوثر وثلاثة أخرون من الجواسيس الذين كان يدربهم وينطلقون في رحلة تمر بعدّة دول في مطاردة دافين والذي ما أن يعلم بأن إيثان يطارده حتى يقوم بخطف حبيبته وحجزها عنده وهنا تصبح الأمور شخصية ويقرر إيثان إنقاذ حبيبته بأي ثمن والانتقام لها بالقضاء على هذا المشرف

### مهمة مستحيلة: بروتوكول الشبح (2011)

ملصق فيلم مهمة مستحيلة: بروتوكول الشبح

يكون ايثان مسجونا في روسيا ويهرب لتنفيذ مهمة في الكريملين لكنها تفشل بظهور عالم فيزياء سويدي، وتلاحقه المخابرات الروسية وبموت باير ذلك الو بر الأمريكي المتواجد سراً في روسيا، ثم يذهب إلى دبي لاحباط مخططات هند يكس بسراء كودات سرية لكنه يفشل أيضا، لذلك يحصل على معدات من مقال عسكري وثم الهند بهدف ايقاف تفجير قنبلة نووية يخطط هندريكس لتفجيرها بحيث تكون وكانها هجوم من الروسيين على الولايات المتحدة لتحدث حرب نووية لكن باللحظة الاخيرة يستطيع ايثان وفريقة ايقافها والقضاء على هندريكس ورجاله.

### مهمة مستحيلة: أمة منشقة (2015)

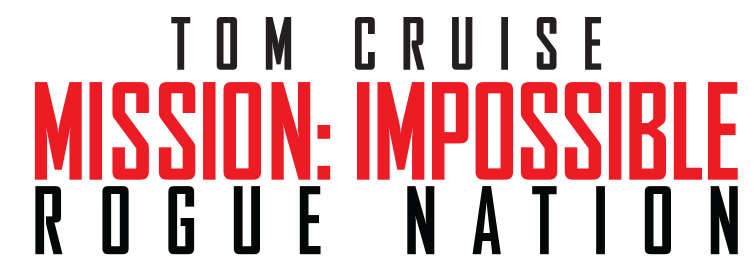
ملصق فيلم مهمة مستحيلة: أمة منشقة

بعد حل وحدة المهام المستحيلة (IMF) يجد العميل إيثان هانت نفسه بمفرده، بينما يواجه فريقه شبكة خاصة من العملاء ذوي المهارات العالية تحمل اسم النقابة، حيث تضم أفرادًا على أعلى تدريب يسعون لتكوين نظام عالمي جديد أيًا كان الثمن، عبر سلسلة متصاعدة من الهجمات الإرهابية. يجمع إيثان فريقًا ويوحد قواه مع العميلة السابقة إلسا فاوست (ريبيكا فيرجسون) بعد أن تبرأت منها الاستخبارات البريطانية، رغم إنها قد تكون جزءًا من تلك المجموعة المارقة، ليواجه هذا الفريق أكثر مهمة مستحيلة له على الإطلاق.